# Aabenraa Fjord
Koordinaten: 55° 2′ 16″ N, 9° 30′ 3″ O
Der Aabenraa Fjord (dt.: Apenrader Förde) ist eine etwa 10 km lange Förde der Ostsee in Dänemark. An der breitesten Stelle ist er rund 3,3 km breit.
Am westlichen Ufer liegt die namensgebende Stadt Aabenraa (dt.: Apenrade) mit dem einzigen Tiefwasserhafen in der Region Sønderjylland-Schleswig. Im Hafen von Aabenraa können Kohlefrachter und Öltanker bis zu einem Tiefgang von 18 Metern gelöscht werden.